# Josefstadt
Josefstadt est le huitième et plus petit arrondissement de Vienne. Aujourd’hui, Josefstadt se caractérise principalement par des immeubles d’habitation des 18e, 19e et début du 20e siècles, car la majeure partie du quartier densément bâti a été épargnée par les dommages de guerre. L’est du quartier, en bordure du 1er arrondissement, fait partie du centre historique de Vienne, qui a été déclaré patrimoine mondial de l’UNESCO en 2001.

## Sites
- Josefstädter Straße
- Florianigasse
- Palais Schönborn
- Palais Damian
- Palais Auersperg
- Palais Strozzi
- Eglise des Piaristes
- Eglise paroissiale de Breitenfeld
- Theater in der Josefstadt
- Fontaine de Vigilance